# オーレオマルギナータ (ギボウシ)
オーレオマルギナータは、ギボウシの一種Hosta fortuneiの一変種である。
濃いオリーブがかった緑にクリーム色の縁取り（斑）が入り、鮮明な葉脈が見られる。葉長は20cm前後とギボウシとしては中型だが、株は株分け後、数年で直径1m以上、草丈も50cm以上となることもあり、大型化し見ごたえがあり春から秋までの期間、美しく庭を彩る。一般にギボウシは半日陰または日陰を好みシェードガーデンに好まれるが、本品種は比較的日射しにも強く、暑さ、寒さにも強い強健種だが、乾燥には弱い。
- 植付け時期：10月-2月頃
- 開花：6月-8月
- 草丈：50-60cm